# Triens
Para la moneda romana y bizantina con valor de un tercio de sólido, ver Tremissis.

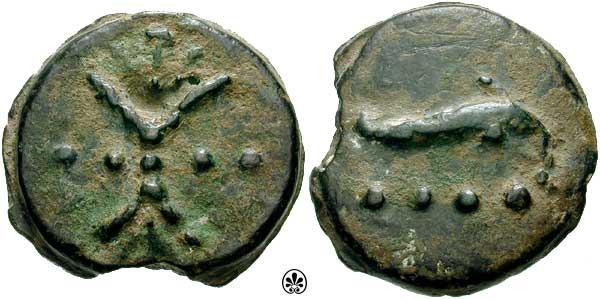
Triens de Aes grave Æ (107 g), Roma, c. 241-235 a. C.. Anverso: rayo con 4 puntos y reverso: delfín nadando con 4 puntos.

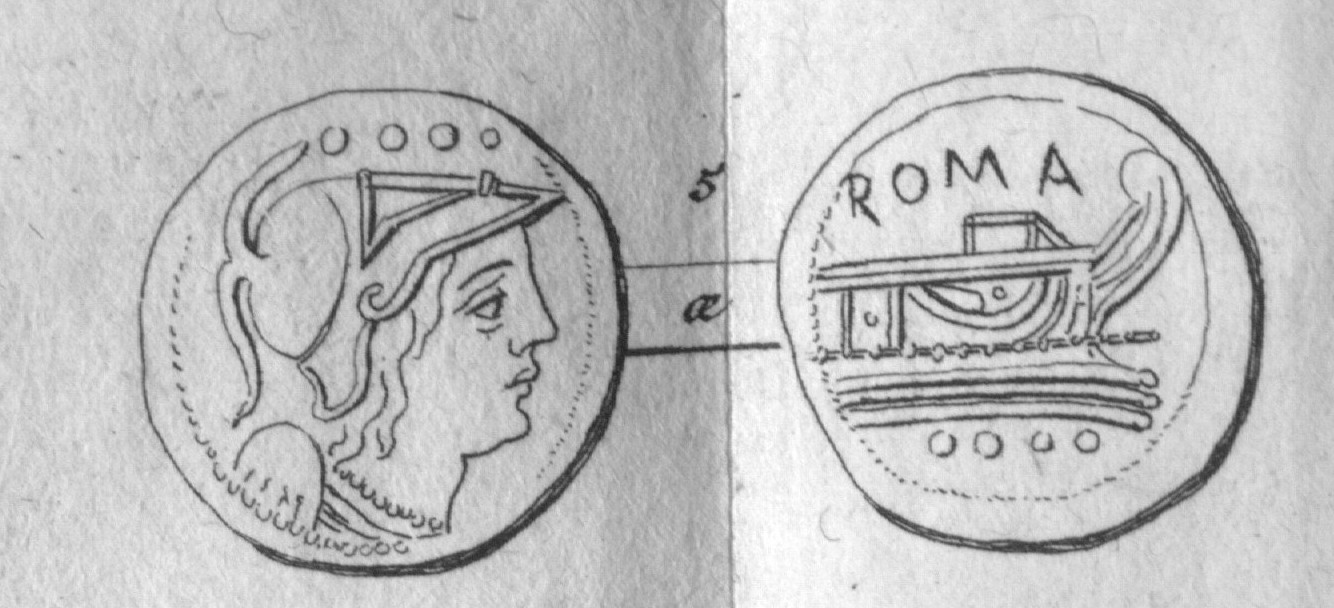
Triens. Anverso, Minerva con 4 puntos arriba, reverso, Roma y proa de nave con 4 puntos debajo.

Un triens (plural, trientes), también denominado triente fue una moneda de bronce de la Antigua Roma emitida durante la República y valorada en un tercio de un as (que equivale a 4 unciae).
El diseño más común para los trientes presentaba el busto de Minerva con casco corintio y cuatro puntos o bolitas (que indican las cuatro uncias) en el anverso y la proa de una galera en el reverso. No era una denominación muy común y se acuñó por última vez en c. 89 a. C.

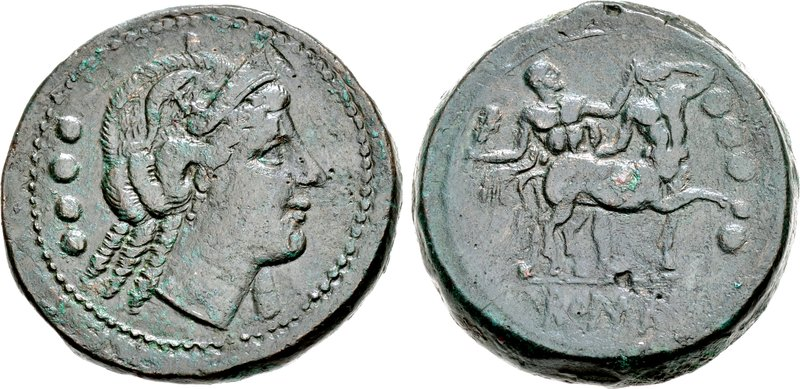
Triens romano de 38 mm y 50,90 g con la cabeza de Juno en el anverso y Hércules luchando contra un centauro en el reverso. Alrededor de 217 a 215 a. C.

Más tarde, en la Galia, el término 'triens' se usaba a menudo para el tremissis, ya que ambos términos significaban 'un tercio'.